# Hermann Wenzel
Hermann Richard Wenzel (16. december 1863 i Großschönau - 17. juni 1944 i Großschönau) var en tysk komponist og musikpædagog.
Hermann Wenzel var søn af en musikalsk begavet væver, og Hermann trådte som 11-årig ind i det lokale kirkekor og fik tillige undervisning i kontrapunkt og orgelspil hos organisten og kunne snart vikariere for denne ved kirkens orgel. Han blev som faderen udlært som væver og kunne af finansielle grunde først som 21-årig begynde sit musikstudium ved konservatoriet i Dresden, hvor han fik grundig undervisning i klaver- og violinspil, sang, harmonilære og komposition. 
Hans første komposition for klaver, salonfantasien Frühlingsklänge, op. 12, blev fulgt op af flere tusinde lette salonstykker, danse og marcher, der havde stor succes i samtiden. Kendt blev han især for gavotten Veilchen aus Abbazia, op. 214, der også blev arrangeret for salonorkester og for kor. Wenzels 12 hæfter Schweizer Salon-Album menes stadig at finde anvendelse til undervisning af begyndere i klaverspil. Hertil kommer hefter med musik for harmonium, en klaverskole, en harmoniumskole og en række selvstændige værker for kor. 
I årene efter 1. verdenskrig svandt interessen for Wenzels værker.